# Gare de Saint-Jean-de-Sauves
La gare de Saint-Jean-de-Sauves est une gare ferroviaire française de la ligne de Poitiers à Arçay, située sur le territoire de la commune de Saint-Jean-de-Sauves, dans le département de la Vienne, en région Nouvelle-Aquitaine.

## Situation ferroviaire
La gare de Saint-Jean-de-Sauves est située sur la ligne de Poitiers à Arçay.